# Zerschlag mein Herz
Zerschlag mein Herz (englischer Titel: Crush My Heart) ist ein österreichischer Spielfilm aus dem Jahr 2018 von Alexandra Makarová. Die Premiere erfolgte im März 2018 auf der Diagonale und der österreichische Kinostart am 5. Oktober 2018.
Zerschlag mein Herz ist Alexandra Makarovás Debütfilm.

## Handlung
Der Film erzählt die Geschichte einer Gruppe von in Wien lebenden slowakischen Roma, die ihren Lebensunterhalt durch Betteln erstreiten. Der 17-jährige Roma Pepe, dessen Vater gestorben ist, lebt zusammen mit seinem despotischen Onkel Robert Horváth, genannt „Rocky“, in einem baufälligen Haus am Rande Wiens. Schutzherr Rocky tyrannisiert seinen eigenen Clan, darunter seine Freundin Terezka, die er auf den Strich schickt. Um Geld für seine Familie zu verdienen, geht Pepe täglich mit anderen betteln.
Eines Tages taucht die 16-jährige Marcela auf und stößt zur Gruppe. Sie stammt aus dem gemeinsamen Heimatdorf in der Ostslowakei und soll unter Rocky die Schulden ihres Vaters abarbeiten. Pepe soll sich um sie kümmern und beginnt mit ihr durch die Stadt zu streifen. Dabei beginnen Pepe und Marcela sich ineinander zu verlieben. Gemeinsam lässt sich ihr Außenseiterleben leichter ertragen und so träumen die beiden von einer gerechteren und besseren Zukunft. Allerdings hat auch der despotische Rocky ein Auge auf Marcela geworfen und versucht sie in eine Zwangsehe zu treiben. Eine arrangierte Ehe mit Rocky soll ihre Familie von der Schuldenlast befreien. Für Pepe und Marcela beginnt ein Wettlauf gegen die Zeit.

## Produktion und Hintergrund
Die Vorproduktion und Drehbucharbeit begann im Frühjahr 2015. Schauspieler Simon Schwarz, der hier erstmals als Produzent fungierte, begab sich zusammen mit Regisseurin Alexandra Makarová und Kameramann Georg Weiss auf Dutzende Recherchereisen und Castingreisen in die Ostslowakei unter anderem nach Zámutov, Jánovce (Poprad) und Richnava. Später kamen die Szenenbildnerin Momo Ehegartner und Regieassistentin Ari Yehudit Richter mit auf diese Reisen, um Material und Eindrücke für den Look des Films zu sammeln.

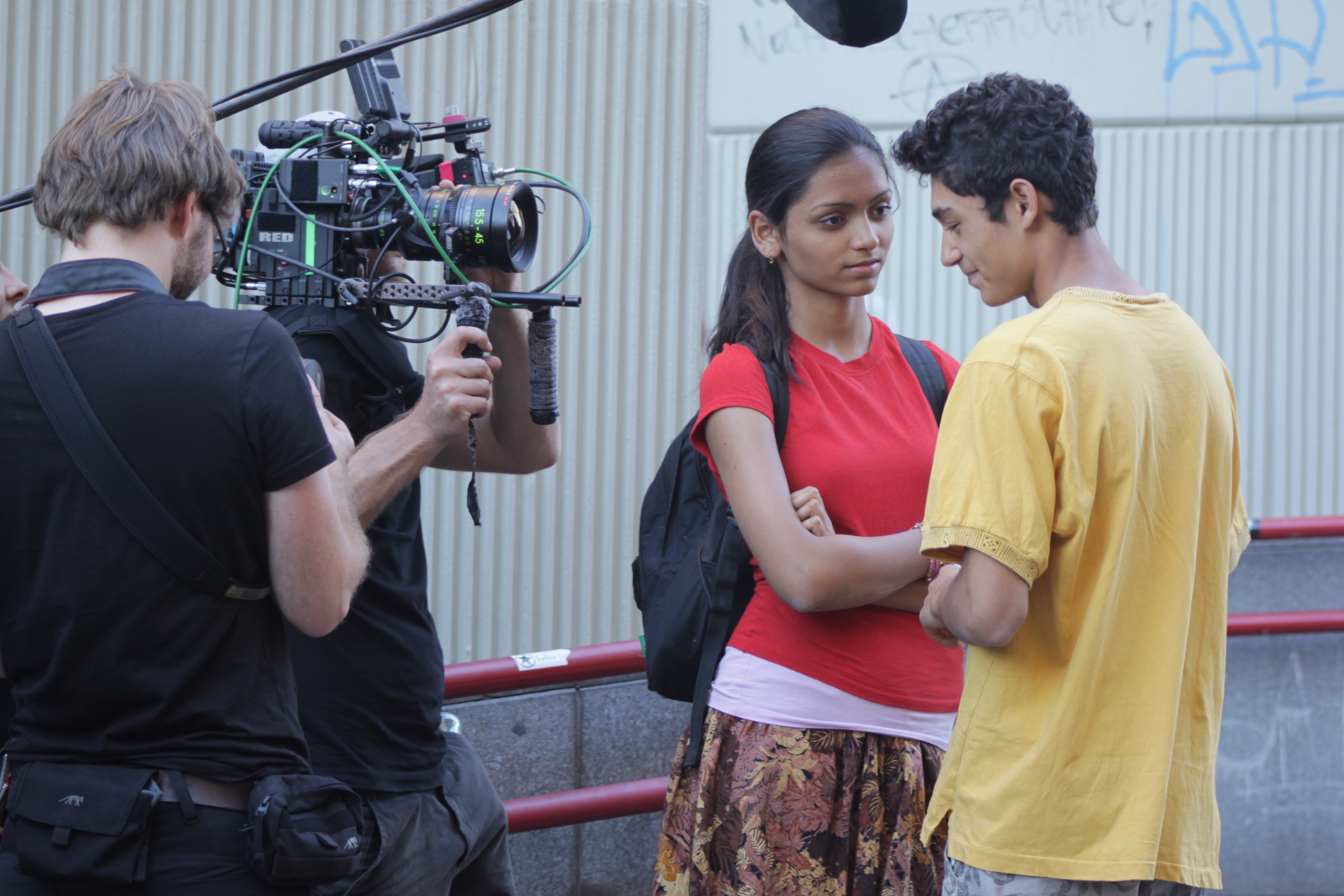
Vorbereitung auf die nächste Szene: Simona Kovacova und Roman Pokuta bei der Wiener U-Bahn-Station Reumannplatz

Im Mai 2016 holte Simon Schwarz Konstantin Seitz als Partner mit an Bord.
Die Dreharbeiten fanden im August 2016 in Wien, Niederösterreich und der Ostslowakei statt. Produziert wurde der Film von der Alternative Productions. Für Alexandra Makarová war dies das Regiedebüt in einem Langspielfilm. Der Film ist auf Romani und Slowakisch gedreht. Die Hauptrollen wurden mit Laiendarstellern, die teilweise aus den ostslowakischen Slums stammen, besetzt.
Für das Kostümbild und Szenenbild zeichnete Momo Ehegartner verantwortlich, für den Originalscore Johannes Winkler.
Der Film wurde 2019 im Rahmen der Edition österreichischer Film von Hoanzl und dem Standard auf DVD veröffentlicht.

## Rezeption
"Indem Makarová eine so klassische, leidenschaftliche Liebesgeschichte wählt und sie in einen unerwarteten Kontext setzt, zeigt sie dem Zuschauer, dass dort, wo sich unsere vorgefertigten Meinungen und Vorurteile befinden, ebenso viele Geschichten und Schicksale darauf warten erzählt zu werden." ray Filmmagazin
"Mit ihrem aufwendig in slowakischen Romadörfern recherchiertem Langfilmdebüt "Zerschlag mein Herz" erzählt die slowakische Regisseurin Alexandra Makarová eine "Romeo und Julia"-Geschichte nach wahren Begebenheiten. Dem Eintauchen in eine von Armut, Gewalt und Perspektivlosigkeit geprägte Parallelgesellschaft steht dabei der lebenshungrige Blick der Jungverliebten entgegen: Alles leuchtet in buntem Licht, wenn Marcela und Pepe durch die Wiener Nacht ziehen. Der Charme des Spiels zweier blutjunger Schauspieldebütanten -Simona Kováčová war erst 15 Jahre alt, den 17-jährigen Roman Pokuta engagierte die Regisseurin aus dem größten Slum der Ostslowakei - und zarte experimentelle Kunstgriffe wie Farbspiele, Zeitlupen und aus der Handlung herausgehobene Einzelbilder erinnern gleichzeitig an Franco Zeffirellis (1968) und Baz Luhrmanns (1996) berühmte Adaptionen der Tragödie. Zum Schluss ist "Zerschlag mein Herz" ganz Shakespeare und ganz eigenes, kraftvolles Werk, gekrönt mit einem herzzerreißend schönen Lied des russischen Roma-Ensembles Loyko." Der Falter
Der Standard befand, dass der Film seine Romeo-und-Julia-Erzählung mit einem poetischen Realismus verbinde, wie man ihn im heimischen Kino sonst kaum sehe. „Makarová verzichtet wohlweislich auf die Darstellung expliziter Gewalt und behält sich damit die Möglichkeit eines empathischen Blicks vor. Getaucht in kräftige, bunte Farben haftete dieser Geschichte einer verunmöglichten Liebe etwas Märchenhaftes und zugleich Surreales an – so wie ein Traum, von dem man bereits im Schlaf weiß, dass er nicht wahr sein kann.“
Andrey Arnold schrieb in der Tageszeitung Die Presse, dass die Art, wie der Film seine Geschichte erzähle, aus der Masse österreichischer Dramen heraussteche. Statt tristen Graus strahlten satte Farben von der Leinwand, „statt kühler, analytischer Distanz setzt es große Gefühle.“ Der überhöhte Stil mit Zeitlupen, Traumsequenzen und expressiver Farbdramaturgie helfe dabei, manch holprige Plotwendung „nicht allzu sehr unter die Glaubwürdigkeitslupe zu nehmen. Dass in Wirklichkeit alles noch schlimmer ist, weiß man ohnehin. Umso beachtlicher, wie Zerschlag mein Herz dieser Wirklichkeit etwas Poesie abringt.“
"Beggars can’t be choosers is the message at the heart of Alexandra Makarová’s directorial debut, an ill-fated Roma love story set in Vienna" Cineuropa

## Auszeichnungen
Biberacher Filmfestspiele 2018
- Biber fürs beste Drehbuch[12]

Romyverleihung 2019
- Auszeichnung in der Kategorie Beste(r) ProduzentIn Kinofilm (Simon Schwarz, Konstantin Seitz)[13][14]